# Phelister impunctipennis
Phelister impunctipennis är en skalbaggsart som beskrevs av Hinton 1935. Phelister impunctipennis ingår i släktet Phelister och familjen stumpbaggar. Inga underarter finns listade i Catalogue of Life.